# Mathias Hebo
Mathias Hebo Rasmussen (ur. 2 sierpnia 1995 w Hvidovre) – duński piłkarz grający na pozycji pomocnika w Lyngby BK.

## Życiorys
Jest wychowankiem FC Nordsjælland. Do seniorskiego zespołu dołączył w 2014 roku. W rozgrywkach Superligaen zadebiutował 5 października 2014 w zremisowanym 0:0 meczu z Randers FC. Od 1 września do 31 grudnia 2015 przebywał na wypożyczeniu w FC Vestsjælland. W latach 2016–2017 był piłkarzem FC Fredericia. 1 lipca 2017 został na zasadzie wolnego transferu piłkarzem Lyngby BK. W 2019 przeszedł do Vejle BK, z którego był wypożyczony do Silkeborgu. W 2020 powrócił do Lyngby BK.
Latem 2021 został zawodnikiem Cracovii. Podpisał z tym klubem 3-letni kontrakt. W Ekstraklasie zadebiutował 24 lipca 2021 w zremisowanym 1:1 wyjazdowym meczu z Górnikiem Łęczna. 4 lipca 2024 ponownie został piłkarzem Lyngby BK.
W 2016 roku wystąpił wraz z reprezentacją na igrzyskach olimpijskich w Rio de Janeiro.